# 554. Infanterie-Division (Wehrmacht)
La 554. Infanterie-Division fu una divisione dell'esercito tedesco attiva durante la seconda guerra mondiale che venne creata nel febbraio 1940 e sciolta nel settembre dello stesso anno.

## Storia
La divisione fu costituita il 15 febbraio 1940 come divisione di posizione per l'Alto Reno ed il suo equipaggiamento di artiglieria consisteva in equipaggiamento polacco catturato. La divisione fu impiegata per proteggere il confine sulla linea Sigfrido e dal giugno 1940 fu impiegata come forza di occupazione in Alsazia, nella zona tra Mühlhausen e Altkirch. Con ordinanza del 30 giugno, la divisione iniziò a prepararsi per lo scoglimento che fu completato a Donaueschingen il 1º settembre 1940. 7 battaglioni dei reggimenti della divisione rimasero attivi per la guardia dei prigionieri di guerra.

## Ordine di battaglia
- Infanterie-Regiment 621
- Infanterie-Regiment 622
- Infanterie-Regiment 623
- Artillerie-Regiment 554
- Beobachtungs-Abteilung 554
- Divisionseinheiten 554[1]

## Comandanti
- Generalleutnant Anton von Hirschberg (12 febbraio 1940 - 1º settembre 1940)[1]